# Baga del Mas Bosc (Bertí)
La Baga del Mas Bosc és una obaga del terme municipal de Sant Quirze Safaja, a la comarca del Moianès.
És a llevant del terme de Sant Quirze Safaja, al nord-oest del poble de Bertí, prop del límit amb Sant Martí de Centelles. Està situada en el vessant nord de la carena que separa les valls del torrent de les Roquetes, al nord, i del Sot de les Taules, al sud. És al sud-est de l'Obaga Negra, a migdia del Mas Bosc i de la Font del Mas Bosc, al sud-oest del Serrat del Soler i al nord-est d'on hi hagué la masia del Soler de Bertí.